# خروسه (روستا)
خروسه("خورۆسه" به کوردی) یک منطقهٔ مسکونی کردنشین ایران است که در استان کردستان واقع شده‌است. خروسه 800 نفر جمعیت دارد.